# Gigantoceras geometroptera
Gigantoceras geometroptera är en fjärilsart som beskrevs av Holland 1893. Gigantoceras geometroptera ingår i släktet Gigantoceras och familjen trågspinnare. Inga underarter finns listade i Catalogue of Life.